# Tokyo Dark
Tokyo Dark — приключенческая игра/визуальная новелла, разработанная инди-разработчиком Cherrymochi и изданный Square Enix для Microsoft Windows и macOS. История рассказывает о девушке-детективе Аями Ито, разыскивающую своего партнера, исчезнувшего без следа, детектива Кадзуки Танаку. Выборы игрока по мере прохождения игры отражаются на повествовании и душевном состоянии главной героини.

## Сюжет
Игра начинается за Аями Ито (озвученную Асамой Хикаге), девушку-детектива, разыскивающую своего напарника, детектива Казуки Танаку, загадочно исчезнувшего во время одного из своих расследований.
Аями находит звонящий телефон детектива в переулке Синдзюку, выброшенный в мусорный контейнер в пакете с внутренностями. Голос из телефона сообщает, что тот, кого она ищет, в канализации, приглашая ее присоединиться к ним. Аями входит в канализацию и видит девушку, держащую нож у горла Танаки, на голову которого натянут окровавленный мешок. Вспыхивает неизбежная перепалка, которая приведет к единому исходу — смерти Танаки, вне зависимости от выборов игрока.
Экран темнеет. Игра хронологически перемещается на полгода в прошлое до основных событий игры. После звонка от Танаки, не объяснившего причину своей просьбы, Аями Ито направляется в Камакуру.
В Камакуре она обнаруживает потерянный под мостом пропуск метро, принадлежащий Маи Каване. От тур-гида Аями узнает информацию о семье Кавана, держащую местный храм и хорошо известной в этом районе города. В попытке вернуть владелице пропуск, Аями тщетно стучится в дверь бабушки Маи. Спустя какое-то время дверь, скрипя, открывается сама по себе. Диалог между бредящей о маске бабушкой и Аями приведет к тому, что маска окажется у девушки в руках, впоследствии вызывая у той галлюцинации.
Выйдя из дома, Аями слышит крики, доносящиеся со стороны храма, и идет по направлению к нему. У храма она видит красноволосую девушку (которая станет убийцей Танаки позже), держащую нож у горла Маи Каваны. После разговора, вне зависимости от выбора игрока, Аями Ито убивает незнакомку и все возвращается на место — к основным событиям игры.

## История создания
Видеоигра создана студией Cherrymochi. Средства на создание были собраны на Kickstarter. Начальной целью сбора было 40 000 канадских долларов, однако в целом было собрано более 225 000 канадских долларов. Оригинальный саундтрек Tokyo Dark написан Мэттом Стид, фронтменом британской трэш-метал группы Reign of Fury. Анимационные клипы созданы студией Graphinica. Игра доступна на двух языках - английском и японском. Локализация на японском языке выполнена японским романистом Уресино Кими. Дизайн персонажей выполнен Лаурой Джин. Игровые локации имеют реальные аналоги в городе Токио. Игра содержит ненормативную лексику и сцены насилия.

### Выход
Видеоигра вышла в Steam 7 сентября 2017 для Microsoft Windows. В августе 2018 году компания-издатель Unties заявила о намерении выпустить Tokyo Dark зимой 2018 года в Японии для Nintendo Switch и PlayStation 4 под названием Tokyo Dark: Remembrance.

## Восприятие
| Сводный рейтинг    | Сводный рейтинг |
| Агрегатор          | Оценка          |
| ------------------ | --------------- |
| GameRankings       | 70,00 %         |
| Metacritic         | 70/100          |
| Иноязычные издания |                 |
| Издание            | Оценка          |
| Destructoid        | 7/10            |
| VideoGamer         | 6/10            |
| Adventure Gamers   | [ 7 ]           |

Согласно данным агрегатора рецензий Metacritic Tokyo Dark получила «смешанные или средние» отзывы (на основе 20 обзоров).
Обозреватель с сайта Adventure Gamers поставил видеоигре оценку 3,5 из 5, похвалив вариативность, катсцены игры, использование японской мифологии и реальных мест и атмосферное саундтрек, однако отрицательными сторонами назвал некоторые неудачные концовки, систему S.P.I.N. и малое количество локаций.
На 4-м ежегодном Киотском фестивале инди-игр BitSummit видеоигра Tokyo Dark получила награду «Vermillion Gate Award» и была номинирована на награду «Magical Presence Award».